# أندريه خوموتوف
اندريه خوموتوف (Andrei Khomutov) (بالروسية: Андрей Валентинович Хомутов) هو لاعب أولمبي لرياضة هوكي الجليد من الاتحاد السوفييتي. شارك في الأولمبياد الشتوي في 1984–1992، وفاز بما مجموعه 3 ميداليات.

## الميداليات
| ذهب | فضة | برونز | المجموع |
| 3   | 0   | 0     | 3       |

## روابط خارجية
- اندريه خوموتوف على موقع دوري الهوكي الوطني (الإنجليزية)
- اندريه خوموتوف على موقع EliteProspects.com (الإنجليزية)
- اندريه خوموتوف على موقع Eurohockey.com (الإنجليزية)
- اندريه خوموتوف على موقع HockeyDB.com (الإنجليزية)
- اندريه خوموتوف على موقع أوليمبيديا (الإنجليزية)